# 동경 114도
동경 114도(東經114度)는 본초 자오선에서 동쪽으로 114도 떨어진 경선이다. 북극점에서 시작하여 북극해, 아시아, 인도양, 오스트랄라시아, 남극해, 남극을 거쳐 남극점에 이른다.
동경 114도는 서경 66도와 이어져 지구의 둘레를 이룬다.
북극점에서 남극점까지 동경 114도선은 다음 지역을 지나간다.
| 좌표                                                    | 나라, 지역, 해역 | 주석 |
| ------------------------------------------------------- | ---------------- | --- |
| 북위 90° 0′ 동경 114° 0′  / 북위 90.000° 동경 114.000°  | 북극해           | |
| 북위 79° 3′ 동경 114° 0′  / 북위 79.050° 동경 114.000°  | 랍테프해         | 러시아 크라스노야르스크 지방 타이미르반도 (북위 75° 50′ 동경 113° 55′  / 북위 75.833° 동경 113.917° ) 바로 동쪽을 지나감                                             |
| 북위 73° 34′ 동경 114° 0′  / 북위 73.567° 동경 114.000° | 러시아           | 사하 공화국 이르쿠츠크주 부랴트 공화국 자바이칼 지방 부랴트 공화국 자바이칼 지방                                                                                     |
| 북위 50° 10′ 동경 114° 0′  / 북위 50.167° 동경 114.000° | 몽골             | |
| 북위 44° 56′ 동경 114° 0′  / 북위 44.933° 동경 114.000° | 중화인민공화국   | 내몽골 자치구 허베이성 내몽골 자치구 산시성 허베이성 - 약 14 km 산시성 허베이성 산시성 허베이성 허난성 후베이성 장시성 − 약 20 km 후난성 장시성 후난성 장시성 광둥성 |
| 북위 22° 31′ 동경 114° 0′  / 북위 22.517° 동경 114.000° | 홍콩             | 본토와 란터우섬 |
| 북위 22° 12′ 동경 114° 0′  / 북위 22.200° 동경 114.000° | 남중국해         | 스프래틀리 군도를 통과함 |
| 북위 4° 35′ 동경 114° 0′  / 북위 4.583° 동경 114.000°   | 말레이시아       | 보르네오섬 사라왁주 |
| 북위 1° 27′ 동경 114° 0′  / 북위 1.450° 동경 114.000°   | 인도네시아       | 보르네오섬 |
| 남위 3° 22′ 동경 114° 0′  / 남위 3.367° 동경 114.000°   | 자와해           | |
| 남위 6° 53′ 동경 114° 0′  / 남위 6.883° 동경 114.000°   | 인도네시아       | 마두라섬 |
| 남위 7° 6′ 동경 114° 0′  / 남위 7.100° 동경 114.000°    | 마두라 해협      | |
| 남위 7° 38′ 동경 114° 0′  / 남위 7.633° 동경 114.000°   | 인도네시아       | 자와섬 |
| 남위 8° 36′ 동경 114° 0′  / 남위 8.600° 동경 114.000°   | 인도양           | |
| 남위 21° 53′ 동경 114° 0′  / 남위 21.883° 동경 114.000° | 오스트레일리아   | 웨스턴오스트레일리아주 |
| 남위 25° 33′ 동경 114° 0′  / 남위 25.550° 동경 114.000° | 샤크 만          | |
| 남위 26° 22′ 동경 114° 0′  / 남위 26.367° 동경 114.000° | 오스트레일리아   | 웨스턴오스트레일리아주 |
| 남위 27° 18′ 동경 114° 0′  / 남위 27.300° 동경 114.000° | 인도양           | |
| 남위 60° 0′ 동경 114° 0′  / 남위 60.000° 동경 114.000°  | 남극해           | |
| 남위 66° 3′ 동경 114° 0′  / 남위 66.050° 동경 114.000°  | 남극             | 오스트레일리아령 남극 지역, 오스트레일리아가 영유권을 주장한다. |

## 같이 보기
- 동경 113도
- 동경 115도